# Lyssomanes portoricensis
Lyssomanes portoricensis är en spindelart som beskrevs av Alexander Petrunkevitch 1930. Lyssomanes portoricensis ingår i släktet Lyssomanes och familjen hoppspindlar. Inga underarter finns listade i Catalogue of Life.